# Зальм (Айфель)
Зальм (нем. Salm) — община в Германии, в земле Рейнланд-Пфальц.
Входит в состав района Вульканайфель. Подчиняется управлению Герольштайн. Население составляет 336 человек (на 31 декабря 2010 года). Занимает площадь 9,09 км².